# Kancelář Státní rady pro záležitosti Tchaj-wanu
Kancelář Státní rady pro záležitosti Tchaj-wanu (čínsky pchin-jinem Guówùyuàn Táiwān Shìwù Bàngōngshì, znaky zjednodušené 国务院台湾事务办公室, tradiční 國務院台灣事務辦公室) je administrativní orgán Státní rady Čínské lidové republiky. Kancelář byla zřízena při Státní radě v roce 1988 aby pomohla utvářet politiku týkající se Tchaj-wanu. Od 21. března 2018 je jejím ředitelem Liou Ťie-i.
Kancelář je odpovědná za tvorbu a implementaci směrnic a politik týkajících se Tchaj-wanu dle instrukcí Ústředního výboru Komunistické strany Číny a samotné Státní rady.
Přesto, že je Kancelář formálně orgánem Státní rady, v rámci byrokracie Komunistické strany Číny je personálně totožná se stranickou Ústřední kanceláří pro práci týkající se Tchaj-wanu, jedním ze 14 oddělení podřízených Ústřednímu výboru Komunistické strany Číny.

## Organizační struktura
Kancelář Státní rady pro záležitosti Tchaj-wanu sestává z 12 oddělení:
- sekretariát
- hlavní kancelář
- výzkumné oddělení
- tiskové oddělení
- oddělení pro hospodářství
- oddělení pro hongkongské a macajské záležitosti týkající se Tchaj-wanu
- oddělení pro výměny
- styčné oddělení
- regulační oddělení
- oddělení pro stížnosti a koordinaci
- oddělení pro politické strany
- oddělení pro stranické záležitosti (personální oddělení)

## Seznam ředitelů
| Ředitelé Kanceláře Státní rady pro záležitosti Tchaj-wanu | Ředitelé Kanceláře Státní rady pro záležitosti Tchaj-wanu |
| Jméno                                                     | Funkční období                                            |
| --------------------------------------------------------- | --------------------------------------------------------- |
| Ting Kuan-ken                                             | 30. října 1988 – 16. listopadu 1990                       |
| Wang Čao-kuo                                              | 16. listopadu 1990 – 9. prosince 1996                     |
| Čchen Jün-lin                                             | 9. prosince 1996 – 3. června 2008                         |
| Wang I                                                    | 3. června 2008 – 16. března 2013                          |
| Čang Č'-ťün                                               | 17. března 2013 – 21. března 2018                         |
| Liou Ťie-i                                                | 21. března 2018 (úřadující)                               |